# Tenedos (djur)
Tenedos är ett släkte av spindlar. Tenedos ingår i familjen Zodariidae.

## Dottertaxa tillTenedos, i alfabetisk ordning[1]
- Tenedos andes
- Tenedos asteronoides
- Tenedos banos
- Tenedos barronus
- Tenedos brescoviti
- Tenedos capote
- Tenedos certus
- Tenedos convexus
- Tenedos cufodontii
- Tenedos eduardoi
- Tenedos equatorialis
- Tenedos estari
- Tenedos fartilis
- Tenedos figaro
- Tenedos grandis
- Tenedos hoeferi
- Tenedos honduras
- Tenedos inca
- Tenedos inflatus
- Tenedos infrarmatus
- Tenedos juninus
- Tenedos lautus
- Tenedos ligulatus
- Tenedos microlaminatus
- Tenedos parinca
- Tenedos peckorum
- Tenedos perfidus
- Tenedos persulcatus
- Tenedos procreator
- Tenedos quadrangulatus
- Tenedos quinquangulatus
- Tenedos reygeli
- Tenedos serrulatus
- Tenedos sumaco
- Tenedos trilobatus
- Tenedos ufoides
- Tenedos ultimus
- Tenedos venezolanus